# Le Voyageur sans bagage
Pour les articles homonymes, voir Le Voyageur sans bagage (homonymie).
Le Voyageur sans bagage est une pièce de théâtre en 5 tableaux de Jean Anouilh créée au théâtre des Mathurins le 16 février 1937.
Elle fait partie des Pièces noires, avec L'Hermine (1931), La Sauvage (1934) et Eurydice (1942).

## Résumé
À la fin de la Première Guerre mondiale, Gaston est retrouvé amnésique. Il est recueilli par le directeur d'un asile qui l'emploie comme jardinier. Il est cependant réclamé par plusieurs familles, dont la famille Renaud, à laquelle il est confronté. D'un caractère gentil, Gaston découvre avec horreur l'identité qu'on lui attribue : personnage violent et sans scrupule. Il ne se reconnaît pas dans ce portrait de l'enfant et l'adolescent qu'il aurait été. Lorsqu'il repère la cicatrice d'une blessure infligée par l'aiguille à chapeau de son ancienne maîtresse, Valentine, la femme de son frère présumé, il n'a plus aucun doute sur sa famille d'origine. Mais il la rejette et choisit de se déclarer membre d'une des autres familles qui revendiquent un membre disparu : la famille Madensale.

## Distribution originale
- Georges Pitoëff : Gaston, amnésique
- Louis Salou : Georges Renaud, son frère présumé
- Marthe Mellot : Madame Renaud, mère présumée de Gaston
- Nadine Picard : Valentine Renaud, femme de Georges
- Nora Sylvère : La duchesse Dupont-Dufort, dame patronnesse
- Raymond Dagand : Maître Huspar, avoué, chargé des intérêts de Gaston
- Ludmilla Pitoëff : Le petit garçon
- Henri Grall : Maître Picwick, avocat du petit garçon
- Henri Gaultier : Le maître d'hôtel
- Léon Larive : Le chauffeur
- Gabriel Gobin : Le valet de chambre
- Andrée Tainsy : La cuisinière
- Madeleine Milhaud : Juliette, épouse du valet de chambre

## Citations
« 
Gaston — Je ne suis pas Jacques Renaud !
Valentine — Écoute, Jacques, il faut pourtant que tu renonces à la merveilleuse simplicité de la vie d'amnésique. Écoute, Jacques, il faut pourtant que tu acceptes. Toute notre vie avec notre belle morale et notre chère liberté, cela consiste en fin de compte à nous accepter tels que nous sommes… Ces dix-huit ans d'asile pendant lesquels tu t'es conservé si pur, c'est la durée exacte d'une adolescence, ta seconde adolescence qui prend fin aujourd'hui. Tu vas redevenir un homme, avec tout ce que cela comporte de taches, de ratures et aussi de joie. Accepte-toi et accepte-moi, Jacques.
Georges — Vous n'avez jamais rêvé d'un ami qui aurait été d'abord un petit garçon que vous auriez promené par la main ? Vous qui aimiez l'amitié, songez quelle aubaine cela peut être pour elle un ami assez neuf pour qu'il doive tenir de vous le secret des premières lettres de l'alphabet, des premiers coups de pédales à bicyclette, des premières brasses dans l'eau. Un ami assez fragile pour qu'il ait tout le temps besoin de vous pour le défendre…
 »

## Musique
La pièce a été créée avec une musique de scène de Darius Milhaud. Francis Poulenc a écrit en 1944 un ensemble de pièces pour une représentation ultérieure mais sa version est restée manuscrite et n'a été édité que de manière posthume en 2014.

## Commentaires
Cette histoire d'un soldat amnésique tire son origine dans la vie d'Anthelme Mangin, « l'amnésique de Rodez ». Autour du thème de l'amnésie, Jean Anouilh met en scène la douloureuse servitude du passé.
La pièce fut écrite en 1936 et fut le premier succès de Jean Anouilh, consacré par la critique. La pièce devait être montée par Louis Jouvet, mais c'est Georges Pitoëff qui accepta sans attendre, confiant les décors à Léon Gaudeaux. 190 représentations furent données. La pièce fut reprise dans une mise en scène d'André Barsacq au Théâtre Montparnasse (1949).
Le Bal des voleurs, créée l'année suivante dans la série des Pièces roses, reprend une partie des personnages de la pièce, mais sur le ton de la comédie. Le nom de Dupont-Dufort est quant à lui repris de sa pièce Y'avait un prisonnier (1934).

## Adaptations
- Le Voyageur sans bagage, film de Jean Anouilh sorti en 1944
- Le Voyageur sans bagage, téléfilm de Pierre Boutron diffusé en 2004